# Ectropothecium condensatum
Ectropothecium condensatum är en bladmossart som beskrevs av Brotherus och William Walter Watts 1912. Ectropothecium condensatum ingår i släktet Ectropothecium och familjen Hypnaceae. Inga underarter finns listade i Catalogue of Life.